# Фотолампа
Фотолампа е вид електронна лампа, която е чувствителна спрямо интензитета на светлината. Фотолампата работи в съответствие с фотоелектричния ефект на следния принцип: когато фотоните от светлината попаднат върху катода на лампата, електроните от тази област се прехвърлят по продължението на запълнената с газ лампа и достигат до анода. Токът през устройството обикновено е от порядъка на няколко микроампера.

На базата на тази технология се разработва телевизионната техника и видеотехниката. 
- Фотолампа от 40-те